# Jersey Girl (Tom Waits)
"Jersey Girl" is een nummer van de Amerikaanse singer-songwriter Tom Waits. Het nummer werd uitgebracht als de vijfde track op zijn studioalbum Heartattack and Vine uit 1980.

## Achtergrond
"Jersey Girl" is geschreven door Waits en geproduceerd door Bones Howe. Waits schreef het nummer voor zijn toekomstige vrouw Kathleen Brennan, die in New Jersey woonde. In een interview in 1980 vertelde hij: "Ik had nooit gedacht dat ik ooit 'sha la la' zou zingen in een nummer... Dit is mijn eerste experiment met 'sha la la'." De opname van Waits bevat gitaar, drums, basgitaar, keyboards en glockenspiel. Het arrangement doet denken aan nummers als "Under the Boardwalk" of "Spanish Harlem".
"Jersey Girl" werd vaak live gespeeld door Bruce Springsteen en zijn E Street Band, en een liveversie verscheen op de B-kant van de single "Cover Me" uit 1984.  Springsteen herschreef een aantal regels: zo werd "whores on Eighth Avenue" veranderd in "the girls out on the avenue" en voegde hij een couplet toe over "that little brat of yours and drop her off at your mom's". Deze laatste regel werd oorspronkelijk geschreven voor "Party Lights", een outtake van het album The River die pas in 2015 verscheen. De uitvoering van het nummer opgenomen op 9 juli 1981 in de Meadowlands Arena in East Rutherford verscheen uiteindelijk op de B-kant van "Cover Me". Deze versie verscheen ook als de laatste track op het livealbum Live 1975–85 uit 1986. Een aantal weken later, op 24 augustus in de Los Angeles Sports Arena, kwam Waits het podium op om met Springsteen het nummer te zingen.
Omdat de versie van "Jersey Girl" door Springsteen vaak op de radio te horen was, dacht men vaak dat het ook door hem geschreven was. Uiteindelijk werd het steeds minder vaak live gespeeld: vanaf halverwege de jaren '90 werd het niet meer dan twintig keer ten gehore gebracht tijdens zijn concerten.

## NPO Radio 2 Top 2000
| Nummer met noteringen in de NPO Radio 2 Top 2000 | '20 | '21 | '22 | '23 | '24 |
| ------------------------------------------------ | --- | --- | --- | --- | --- |
| Jersey Girl (Bruce Springsteen)                  | 977 | 895 | 819 | 837 | 800 |

1. ↑  Een vetgedrukt getal geeft de hoogste notering aan.
2. ↑  2020 was het eerste jaar met een notering voor dit nummer.

E Street Band: Bruce Springsteen · Roy Bittan · Nils Lofgren · Patti Scialfa · Garry Tallent · Steven Van Zandt · Max Weinberg
Jake Clemons · Charles Giordano · Soozie Tyrell
Voormalige leden: Ernest Carter · Clarence Clemons · Danny Federici · Vini Lopez · David Sancious
Voormalige tourmuzikanten:
Everett Bradley · Barry Danielian · Clark Gayton · Curtis King · Suki Lahav · Ed Manion · The Miami Horns · Cindy Mizelle · Michelle Moore · Tom Morello · Curt Ramm · Jay Weinberg